# Hacarí
Hacarí là một khu tự quản thuộc tỉnh Norte de Santander, Colombia. Thủ phủ của khu tự quản Hacarí đóng tại Hacarí Khu tự quản Hacarí có diện tích 597 ki lô mét vuông. Đến thời điểm ngày 28 tháng 5 năm 2005, khu tự quản Hacarí có dân số 9562 người.